# Tom Vaugh
Tom Vaugh – amerykański kierowca wyścigowy. Zwycięzca 24-godzinnego wyścigu Le Mans w klasie IMSA w 1976 roku.